# Алов, Иосиф Александрович
Иосиф Александрович А́лов (в документах Алов-Лапскер; 18 мая 1919, Харьков — 22 января 1982, Москва) — советский цитолог и эмбриолог. Доктор медицинских наук, профессор. Брат кинорежиссёра Александра Алова.

## Биография
Родился в Харькове 18 мая 1919 года, в еврейской семье: отец — учёный-почвовед А. С. Алов-Лапскер, мать — Любовь Иосифовна, сестра милосердия, библиотекарь.
В 1926 году семья переехала в Москву. По окончании Первого Московского медицинского института призван в РККА летом 1941 года. Служил старшим врачом полка, начальником лечебно-эвакуационного отдела Управления полковых эвакопунктов 2-й гвардейской армии. Принимал участие в боевых операциях Западного, Южного, Северо-Кавказского, 4-го Украинского, 3-го Белорусского, 1-го Прибалтийского фронтов.
В 1945 году был зачислен ассистентом в альма-матер, работал под руководством Михаила Аркадьевича Барона. По итогам двух лет работы опубликовал монографию «О циркуляции жидкости в субдуральном пространстве головного мозга и барьерной функции его паутинной оболочки», за которую ему была присвоена учёная степень кандидата медицинских наук.
В 1952—1962 гг. был заведующим кафедрой гистологии Хабаровского медицинского института. С 1954 года — организатор и председатель Хабаровского отделения общества анатомов, гистологов и эмбриологов. В 1956 году защитил докторскую диссертацию «Опыт изучения спинно-мозговой жидкости, мозговых оболочек и сосудистых сплетений мозга». С 1958 года — профессор.
С 1961 года и до конца жизни заведовал лабораторией гистологии Института морфологии человека АМН СССР.
Автор монографий «Очерки физиологии митотического деления клеток» (1964), «Основы функциональной морфологии клетки» (1969), «Цитофизиология и патология митоза» (1972).
Скончался 22 января 1982 года. Похоронен в Москве на Введенском кладбище (уч. 7).

## Награды
- орден Отечественной войны II степени (22.4.1945)
- орден Красной Звезды (7.4.1943)
- медали